# Warriors (canção de Nicky Romero)
"Warriors" é uma canção do DJ e produtor holandês Nicky Romero e da dupla de DJs Martin Volt & Quentin State, ou somente Volt & State, com os vocais de Daniel Shah e Tonino Speciale. Foi lançada mundialmente em 30 de Março de 2015 pela Protocol Recordings.

## Faixas
- Warriors - Single[1]

1. "Warriors" - 5:36

- Warriors (Remixes)[2]

1. "Warriors" (Syn Cole Remix) - 4:26
2. "Warriors" (Pegboard Nerds Remix) - 5:05
3. "Warriors" (Giocatori Remix) - 4:54
4. "Warriors" (Rob Adans Remix) - 5:11